# ريناتو كاشيوبولي
ريناتو كاشيوبولي (بالإيطالية: Renato Caccioppoli)‏ (API ‎[kaʧ'ʧɔppoli]‏) ولد في 20 يناير/كانون الثاني من عام 1904 وتوفي في نابولي بتاريخ 8 أيار/مايو 1959 هو عالم رياضيات إيطالي.
كان يعمل في مجموعة من مجال الرياضيات، على رأسها التحليل الدالي، حساب المتغيرات
ونظرية المعادلات التفاضلية الجزئية.

## السيرة الذاتية
ولد ريناتو في نابولي في منطقة كامبانيا، وهو ابن الجراح جوزيبي كاشيوبولي (1852-1947) وصوفيا باكونين (1870-1956) ابنة الثوري الروسي ميخائيل باكونين.
أمضى طفولته في منطقة أفيلا. بعد تخرجه من المعهد التقني التحق في عام 1921 بكلية الهندسة لاختبار قدراته في الرياضيات؛ وقد تخرج منها عام 1925 ليصبح بعد ذلك مساعد ماورو بيكوني، وفي نفس العام التحق بجامعة نابولي، والتي درس فيها حتى عام 1932. بيكوني اكتشف دون تأخير قدرة ريناتو في الرياضيات فوجهه مباشرة نحو دراسة التحليل الرياضي.
استقر ريناتو في نابولي بتاريخ مايو 1938، وقد اشتهر بعد عزفه للنشيد الوطني الفرنسي بدل الإيطالي؛ ثم ألقى خطابا ضد كل من أدولف هتلر وبينيتو موسوليني مما أدى إلى إلقاء القبض عليه من قبل أعوان قوات الأوفرا (OVRA)، وقد تدخلت عمته ماريا باكونين التي كانت تعمل كأستاذة للكيمياء في جامعة نابولي من أجل الإفراج عنه. ثم تم اعتقاله مجددا لكنه واصل دراسة كل من الرياضيات والبيانو داخل السجن.
انتحر في عام 1959 بعد أن عانى من الاضطراب الاكتئابي وإدمان الكحول.
شكلت نهاية حياته بتلك الطريقة صدمة للعديد من رواد الرياضيات، وقد تم تجسيد سيرته الذاتية في فيلم وفاة عالم رياضيات نابولي (1992) من قبل المخرج الإيطالي ماريو مارتون.

## التكريم
- تم تسمية كويكب باسمه: (9934) Caccioppoli.
- يحمل قسم الرياضيات في جامعة نابولي اسمه.